# Pont Penjant d’Amposta
Pont Penjant d’Amposta (hiszp. Puente Colgante de Amposta) – most wiszący w Hiszpanii, między miastem Amposta i miejscowością L’Aldea, nad rzeką Ebro.
Most ma długość 150 metrów i jest zawieszony na wysokości 24 m.